# فهرس مقالات التغير المناخي
تتضمن هذه الصفحة فهرساً بالمقالات المتعلقة بتغيّر المناخ.

## أ
اتجاهات الطاقة النظيفة -
اتفاقية كيوتو-
احتجاز وتخزين ثنائي أكسيد الكربون -
احتمالية حدوث احترار عالمي -
ارتفاع منسوب البحار -
استخدام فعال للطاقة -
استطلاعات آراء العلماء حول تغير المناخ -
استقلالية الطاقة -
الاحتباس الحراري -
الافتقار إلى الطاقة -
الالتزام بالمناخ -
التواصل بشأن المناخ -
الإجماع العلمي حول التغير المناخي -
الأرض غير الصالحة للسكنى -
الأرض كرة ثلج -
الأسقف الباردة -
الأنثروبوسين المبكر -
الآثار طويلة الأمد للاحتباس الحراري -
انحسار الجليد منذ سنة 1850 -
انعكاس البرد في القطبي الجنوبي -
انفجار سكاني -
انقراض الهولوسيني -
إجماع علمي -
إدارة بالإشعاعات الشمسية -
إدارة مخاطر المناخ -
إزالة ثنائي أكسيد الكربون -
إشراق الأرض -
إشعاع شمسي -
إعتام عالمي -
إعلان حالة الطوارئ المناخية -
إل نينيو (ENSO) -
أخلاقيات المناخ -
أرض الدفيئة وبيت الجليد -
أرغو (علم المحيطات) -
أزمة المناخ -
أكسيد النيتروس (N2O) -
أمن غذائي -
آثار الاحتباس الحراري على المحيطات -
آثار الاحتباس الحراري على جنوب آسيا -
آثار تغير المناخ على التنوع النباتي -
آثار تغير المناخ على الثدييات البحرية -
انبعاثات الكربون المنخفضة

## ب
برنامج أبحاث تغير المناخ -

## ت
TEX-86 -
التأثيرات الفيزيائية لتغير المناخ -
التخفيف من آثار تغير المناخ -
التخلص التدريجي من الوقود الأحفوري -
التذبذب العقدي للمحيط الهادئ -
التسجيل الأدواتي لدرجات الحرارة -
التغطية الإعلامية للاحتباس الحراري-
التغير المناخي في أستراليا -
التقليص والتقارب -
التنبؤ البيئي -
تاريخ علم التغير المناخي -
تأثير البيت الزجاجي -
تأثير إشعاعي -
تأثيرات التغير المناخي على البشر -
تبريد عالمي -
تبعات الاحتباس الحراري -
تبعات الاحترار العالمي الإقليمية -
تبييض السحب البحرية -
تبييض الشعب المرجانية -
تجارة الانبعاثات -
تجارة الطاقة المتجددة -
التجانس -
تجنب التغير المناخي الخطير -
تحمض المحيطات -
تخمير معوي -
تذبذب الأطلسي متعدد العقود -
تذبذب المحيط الهادئ خلال العقود -
تذبذب أنتاركتيكا -
تذبذب شمال الأطلسي -
تصديع مائي -
تصفية الاستثمارات في الوقود الأحفوري -
تضخيم قطبي -
تغير المناخ المفاجئ -
تغير المناخ والزراعة -
تغير المناخ -
تقرير المناخ العالمي -
تقييم تأثير المناخ في القطب الشمالي -
تمثيل وسيطي -
تناقص الجليد البحري في القطب الشمالي -
توقف الدوران الحراري الملحي -
تيار الخليج -

## ث
ثغرة الاحتباس الحراري -

## ج
الجحيم والمياه العالية (كتاب) -
الجدل حول تبريد القارة القطبية الجنوبية -
الجدول الزمني للتاريخ البيئي -
الجدول الزمني للتجلد -
الجفاف في الولايات المتحدة -
الحرارة القصوى في العصر الباليوسيني - الإيوسين -
الحرب الجمهورية على العلوم -
الحقبة القروسطية الدافئة -
جدل حول الاحتباس الحراري -
جدول مؤشرات المناخ التاريخية وما قبل التاريخ -
جريمة بيئية -
جزر حرارية حضرية -

## ح
حرارة مهدرة -
حساب الكربون -
حساسية المناخ -
حصر الانبعاثات -
حفظ الطاقة -
حقن جسيمات الستراتوسفير لهندسة المناخ -
حقيقة غير مريحة (فيلم) -
حوكمة المناخ-

## خ
خدعة الاحتباس الحراري الكبرى -
خريطة طريق بالي -
خطوط الاحترار -

## د
دراسة الأحداث البيولوجية -
دليل التغيير العالمي الرئيسي -
دور جليدي -
دورات بوند -
دورات ميلانكوفيتش -
دوران الغلاف الجوي -
دورة الكربون -
دورة حرارية ملحية -
دورة شمسية -
ديناميكيات صفيحات الجليد -

## ذ
ذروة النفط -

## ر
رد فعل الغيم -
ردود الفعل لتغير المناخ -

## س
ساعة الأرض -
سجل درجات الحرارة للألف سنة الماضية -
سيناريوهات التخفيف من تغير المناخ -

## ش
شبه جزيرة يامال
شك بيئي -
شكوكية علمية -

## ص
الصفيحة الجليدية في شرق الأنتاركتيك -
الصفيحة الجليدية في غرب أنتاركتيكا -
صناديق الاستثمار في المناخ -

## ض
ضريبة الكربون -
ضريبة بيئية -

## ط\ظ
طاقة متجددة بنسبة 100% -
طاقة مستدامة -
طاقة متجددة -
الطاقة الحيوية الناتجة عن احتجاز ثنائي أكسيد الكربون وتخزينه -
الطاقة الحرجية -
الطيران والبيئة -
الطيران والبيئة -

## ظ
الظل الشمسي -

## ع
العصر الجليدي الصغير -
العصر الهولوسيني -
العمل التجاري بشأن تغير المناخ -
العوامل الخارجية
عزل الكربون -
عصر الغبي -
عصر جليدي -
علم الأرصاد الجوية -
علم المناخ الشجري -
علوم الغلاف الجوي -
عمل فردي وسياسي بشأن التغير المناخي -
عملية هيليغيندام -
عينة لبية جليدية -

## غ
غاز الفريون -
غازات دفيئة -
غلاف الأرض الجوي -
غلاف مغناطيسي -
غمر جليدي الرباعي -

## ق
قائمة العلماء المعارضين للتقييم العلمي السائد لظاهرة الاحتباس الحراري -
قائمة علماء المناخ -
قائمة مشاريع الهندسة الجيولوجية المقترحة -
قائمة مواضيع الهندسة الجيولوجية -
قائمة وزراء التغير المناخي -
قحط -
القطع والحرق -
قياسات درجة حرارة الأقمار الصناعية -

## ك
كتاب مزعج -
كربون أسود -
كفاءة بيئية -
كلفة شمسية
كوكب محيطي -
كيف يعمل الاحتباس الحراري -

## ل
اللجنة الدولية للتغيرات المناخية -
لاجئ بيئي -

## م
المساهمة في التغير المناخي الأخير -
الممر الشمالي الغربي -
المنكرون -
المؤتمر الدولي حول تغير المناخ -
محايدة الكربون -
محطة طاقة وقود أحفوري -
مخزون غازات الدفيئة -
مخطط عصا الهوكي -
مركز دراسات ثاني أكسيد الكربون والتغير العالمي -
مسار التكاثف -
مشروع المقارنة بين نمذجة المناخ القديم -
مشروع كربون -
مشكلة الاختلاف
مشكلة المئة ألف سنة -
مصرف كربون -
مظلة الفضاء -
معيار الانبعاث -
مقياس الحرارة -
الذروة المناخية للهولوسيني -
مناخ -
منتدى المناخ الأوروبي -
منحدر حراري -
منحنى كيلنغ -
مونا لوا -
مؤتمر المناخ العالمي 4 درجات فأكثر
مؤتمر كوبنهاغن للتغيرات المناخية 2009 -
مياه شمال الأطلسي العميقة -
مياه قاع القطب الجنوبي -
ميثان -
ميزانية طاقة الأرض -
مؤشر مناخي
مختبر الأرض-

## ن
نافذة الأشعة تحت الحمراء -
نضوب الأوزون
نظام مناخي -
نظرية مضخة الصحراء -
نفط أثاباسكا الرملي -
نقاط التحول في النظام المناخي -
نكران التغير المناخي -
نموذج الدوران العام -
نموذج مناخ -

## هـ
هندسة كوكبية -
هيدرات الميثان -
هندسة المناخ -
هندسة جيولوجية حيوية -
الهندسة الجيولوجية في القطب الشمالي -
الهباء الجوي الكبريتي في طبقة الستراتوسفير -

## و\ي
واقعة نقص الأكسجين -
وحدة خفض الانبعاثات -
وضاءة -
وقود أحفوري -

## ي
اليوم بعد الغد (فيلم) -

## أخرى
ARkStorm -
Bali Communiqué -
جيف بيزوس -
Blytt-Sernander -
Broad Spectrum Revolution -
Clathrate gun hypothesis -
دوامة المناخ ‏ -
Climate stabilization wedge -
منتدى هشاشة المناخ-
الجدل حول البريد الإلكتروني لوحدة البحوث المناخية -
Cool tropics paradox -
G8+5 -
GFDL CM2.X -
ديون دفيئة -
Maunder Minimum -
درياس القديم -
درياس الأقدم -